# Худайбергенов, Джуманияз
Джуманияз Худайбергенов (1912-1943) — младший лейтенант Рабоче-крестьянской Красной Армии, участник Великой Отечественной войны, Герой Советского Союза (1944).

## Биография
Родился в 1912 году в ауле Бой-1 (ныне — Дашогузский велаят Туркмении).
После окончания неполной средней школы проживал и работал в Ташаузе. В 1941 году был призван на службу в Рабоче-крестьянскую Красную Армию. С августа того же года — на фронтах Великой Отечественной войны. Окончил курсы младших лейтенантов.
К сентябрю 1943 года гвардии младший лейтенант Джуманияз Худайбергенов командовал взводом 5-й гвардейского кавалерийского полка 1-й гвардейской кавалерийской дивизии 1-го гвардейского кавалерийского корпуса Воронежского фронта. 26 сентября 1943 года взвод под командованием Джуманияза Худайбергенова в числе первых переправился через Днепр в районе деревни Нивки Брагинского района Гомельской области Белорусской ССР и принял активное участие в боях за захват и удержание плацдарма на его западном берегу, нанеся противнику большие потери. 28 сентября 1943 года во время отражения очередной немецкой контратаки взвод уничтожил два танка противника и нанёс противнику большие потери. В том бою лично уничтожил 15 вражеских солдат и офицеров, но и сам погиб. Похоронен в селе Головуров Бориспольского района Киевской области Украины.
Представлен к награждению званием Героя Советского Союза за «успешное форсирование реки Днепр, прочное закрепление и расширение плацдарма на западном берегу реки Днепр и проявленные при этом отвагу и геройство». Указом Президиума Верховного Совета СССР «О присвоении звания Героя Советского Союза генералам, офицерскому, сержантскому и рядовому составу Красной Армии» от 10 января 1944 года за «образцовое выполнение боевых заданий командования на фронте борьбы с немецко-фашистскими захватчиками и проявленные при этом отвагу и геройство» был удостоен посмертно звания Героя Советского Союза. Также посмертно был награждён орденом Ленина.
В его честь установлен бюст на родине.